# Göteborgs socialdemokratiska högskoleförening
Göteborgs socialdemokratiska högskoleförening (GSHF) är en socialdemokratisk förening som samlar verksamma vid Göteborgs universitet och Chalmers tekniska högskola, samt unga akademiker. Föreningen är ansluten till Göteborgs partidistrikt, Socialdemokratiska studentförbundet och SSU. Fram till 1977 var föreningens namn Göteborgs socialdemokratiska studentförening (GSSF). Föreningen är sprungen ur den akademiska delen av arbetarrörelsen, och är dess främsta företrädare i Göteborg. Föreningens officiella ideologi är demokratisk socialism. 
Föreningen förenar studentliv med folkrörelsearbete, och anordnar såväl sittningar och medlemsfester, som seminarium, debatter och valkampanjer. 
GSHF konstituerades 10 december 1935, men försök gjordes redan 1904 och 1925. Sedan 1940-talet och framåt har man producerat framstående politiker, tjänstemän, opinionsbildare och forskare, såsom utrikesministern Lennart Bodström, bitr. finansministern Bengt K. Å. Johansson, Aftonbladets pol. chefredaktör Anders Lindberg, europaparlamentarikern Åsa Westlund, statsvetarprofessorn Bo Särlvik, matematikprofessorn Peter Jagers, och miljöministern Kjell Larsson. Även LO-chefsekonomerna Dan Andersson och Torbjörn Hållö är fostrade av föreningen. Under sina 18 år som riksdagsledamot för Göteborg, frekventade Ernst Wigforss föreningens möten ofta och var mer eller mindre årligen inbjuden att föreläsa. Internt och inom studentförbundet har föreningen med viss skämtsamhet benämnts ”staten i staten” — till följd av att föreningens medlemmar oftare innehaft mer tysta maktbärande positioner, såsom forskare, tjänstemän och ombudsmän.

## Ideologi
GSHF:s officiella ideologi är demokratisk socialism, vilken föreningen, likt Socialdemokraterna, anser vara synonymt med begreppet socialdemokrati. Föreningen definierar sig därutöver även som feministisk och reformistisk. Föreningen är en ideologiskt bred kyrka och kan sägas vara en syntes av traditionell socialdemokrati och liberal internationalism, men såväl mer socialistiska som konservativa element återfinns.  
Då huvudorsaken till föreningens bildande var att motverka de fascistiska och nationalkonservativa tendenserna på Göteborgs högskola har föreningen kontinuerligt präglats av en stark liberaldemokratisk och antifascistisk anda. Denna ådra syntes även i föreningens antikommunism under 1970- och 1980-talen. 
Under 1980-talet intog föreningen en märkbar socialliberal och internationalistisk hållning. Under 1990-talet vidareutvecklades detta till en öppen eurofederalistisk hållning och föreningen lät brodera "För ett federalt Europa" på sin föreningsfana.

## Organisation
GSHF är organiserad snarlikt till de flesta andra socialdemokratiska föreningarna, fast med vissa markanta skillnader. Som studentförening är GSHF ansluten till Socialdemokratiska studentförbundet och SSU, utöver Socialdemokraterna genom Göteborgs partidistrikt. Föreningens ordförande är även adjungerad ledamot i Socialdemokraternas i Göteborgs distriktsstyrelse. 
Enskilda medlemmar ansluts dock inte automatiskt mellan organisationerna, utan måste aktivt välja medlemskap i Socialdemokratiska studentförbundet respektive Socialdemokraterna. 
Föreningens verksamhet leds och samordnas av föreningsstyrelsen, men verkställs av olika kommittéer under styrelsen där vanliga medlemmar även ingår. Vilka kommittéer, eller utskott eller grupper, som funnits har varierat. I nuläget finns det ett studieutskott, kampanjutskott, och eventutskott (benämnt sexmästeriet). Därutöver har föreningen även en stående delegation till Socialdemokraterna i Göteborgs representantskap. 
I perioder har föreningen även haft utskott för verksamheten på Handelshögskolan i Göteborg, Chalmers tekniska högskola, och Socialhögskolan. 

## Ordförande
- 1937–1938 E. Larsson
- 1938–1940 Gunnar Larsson
- 1946-1949 Stig Alemyr
- 1949–1951 Bo Johansson
- 1951–1953 Rune Jungen
- 1953–1955 Torsten Hansson
- 1955–1957 Ingemar Lindblad
- 1957–1958 Rolf Karlbom
- 1958–1959 Bengt Hultén
- 1959–1960 Kurt Hugosson
- 1960–1961 Åke Wedin
- 1961–1962 Walter Slunge
- 1962–1963 Bengt K. Å. Johansson
- 1963–1964 Per Åke Magnusson
- 1964–1965 Ronny Svensson
- 1965–1966 Ulla Hultén
- 1966–1967 Ingvar Svensson
- 1967–1968 Lars Thalén
- 1968–1969 Per-Åke Larsson
- 1969–1970 Åke Svensson
- 1970–1972 Bengt Bivall
- 1972-1974 Jan Lindqvist
- 1974–1976 Christina Sundberg
- 1981–1982 Anders Pettersson
- 1982–1983 Hans Björkman
- 1983–1984 Per Uddstrand
- 1984–1986 Paul Söderlind
- 1994–1995 Anna Skoglund Winckler
- 1995–1997 Anders Lindberg
- 1997–1999 Alexander Bringsoniou (fd. Sofroniou)
- 1999–2001 Åsa Westlund
- 2001–2003 Henrik Gustafsson
- 2003–2006 Torbjörn Hållö
- 2006–2008 Maja Brännvall
- 2008–2010 Magnus Nilsson
- 2010-2011 Marcus Johansson
- 2011-2013 Karin Kristensson
- 2013–2014 Alexander Nordgren Selar
- 2014–2016 Håkan Bernhardsson
- 2016–2017 Edwin Fondén
- 2017–2018 Marina Sandgren
- 2018–2020 Sofia Hvitfeldt
- 2020–2021 Emelie Markianos
- 2021–2022 Simon Schönbeck
- 2022–2023 Hamza Jamous
- 2023– Oscar Linde Svedestad

## Historia

### 1800-talets högskolevärld
Med arkaiska ceremonier där en traditionalistisk moral uppmuntrades och en stark nationalromantisk strömning under 1800-talet, var dåtidens studenter och stora delar av akademin såväl konservativa som antidemokratiska. Man firade högtider med inspiration från nordisk mytologi, såväl som Gustav Vasas födelsedag och mindes Gustav II Adolfs och Karl XII dödsdagar. Likväl blev Unionsdagen (unionen mellan Norge och Sverige) en viktig högtidsdag. Den viktigaste dagen var dock Siste April – alltså Valborg. 
Göteborg var särskilt konservativt, och blev tillsammans med Uppsala den svenska unghögerns ideologiska fästen. I Göteborg inspirerades man starkt av statsvetarprofessorn Rudolf Kjelléns och filosofiprofessorn Vitalis Norströms texter och antidemokrati. Den göteborgska unghögern kom under inspiration av dessa två att författa Svenska spörsmål och krav - ett urfascistisk program, redan från 1905. När Gustav V höll sitt ökända borggårdstal 1914 och i praktiken hotade om att göra Sverige till en absolut monarki, höll ca 3000 studenter från Uppsala, Lund, Göteborg och Stockholm en uppvaktning under parollen “Kungen eller demokratin”. 75 av de 205 inskrivna studenterna i Göteborg deltog. 
För att ena alla de konservativa studenterna och gymnasieungdomarna, bildades 1915 Sveriges Nationella Ungdomsförbund (SNU). SNU blev också praktiskt Allmänna valmansförbundets (nuvarande Moderaterna) ungdomsorganisation. SNU växte snabbt och hade redan 1928 drygt 150 medlemmar på Göteborgs högskola. 

### Det tidiga 1900-talet – Framväxt och bildande
Redan 1904, på Fredrik Ströms initiativ, försökte SAP starta ett eget studentförbund med tillhörande föreningar. Men till följd av att studenterna i Lund och Göteborg saknade tillräckligt med pengar för att åka till konferensen i Stockholm, uteblev detta, och försöket i Göteborg dog. I Göteborg var intresset för en socialdemokratisk studentförening svalare, inte minst då högskolan var mycket mindre och saknade samma studentikosa rörelse som i Lund och Uppsala. I Göteborg dominerades även studentlivet av teknikeleverna från den då mycket större Chalmers tekniska läroanstalt (tidigare slöjdskola), vilka mer eller mindre saknade intresse för politiken.
Det nybildade SSU (1917) försökte gediget få igång högskole- och studentföreningar. Tanken var att man genom dessa skulle kunna förena tankearbetare och kroppsarbetare. I Tyskland och Österrike hade socialdemokratiska studenter bildat en gemensam international, vartill föreningar i Storbritannien och andra delar av Europa snabbt slöt sig. Tyskarna och Österrikarna kom att bli lika ihärdiga som SSU i skapandet av socialdemokratiska studentföreningar i Sverige då detta blivit en vitfläck inom organisationen. 
Under det tidiga 1920-talet hade clartéisten Ebbe Linde tagit initiativet till formandet av en grupp av studentradikalister och gymnasister. Och 1925 gjordes ytterligare ett försök för att få till socialdemokratiska studentföreningar. Det verkar som att man då fick till en Göteborgsklubb - dock blev denna inte långvarig. 
Men 1931 gick Socialdemokratiska studentklubben i Stockholm och Laboremus ihop och tillsammans med SSU och SAP bildade ett förbund: Sveriges socialdemokratiska studentförbund. Det nybildade studentförbundet satte genast igång med att få till en formell förening i Göteborg, så att de socialdemokratiska studenterna där kunde bli en del av förbundet. Och den 10 december 1935 lyckades man.

### 1930- och 40-talen – En kamp i motvind
I december 1935 stiftades Göteborgs socialdemokratiska studentförening (GSSF). När föreningen grundades anslöts den dels till det nybildade studentförbundet men också till Göteborgs arbetarekommun (nuvarande Göteborgs partidistrikt). 
Direkt satte föreningen igång med ett gediget studiearbete, inte minst under ordförande Gunnar Larsson.   Bland GSSF:s första talare var Ernst Wigforss som föreläste om “Studenterna och socialismen”, i samband med vilket föreningen också delat ut hundratals broschyr därom, och redan 1938 gästades föreningen av statsminister Per-Albin Hansson och utrikesminister Rickard Sandler. Till respektive föredrag kom det mellan 300 och 350 deltagare. Men även andra gästade föreningen och höll välbesökta föredrag, såsom Herbert Tingsten, Ellen Rydelius, Siri Wikander-Brunander och Rickard Lindström. Trots en energisk krets runt föreningen och runt ett femtontal aktiva, förblev däremot det faktiska medlemsantalet relativt lågt. 
GSSF kämpade inte enbart under denna tid mot en oerhört konservativ högskola, utan mötte även konkurrens från den socialistiska men partipolitiskt obundna Clartésektionen i Göteborg. Clarté samlade såväl socialdemokrater och kommunister, och vissa radikala liberaler - och kunde som oberoende och partiobunden erbjuda en mer studentikos och socialt liberal verksamhet. Dessutom hade Göteborgs arbetarekommun år 1933 genomlidit enorm splittring, där Albin Ström och dennes anhängare uteslöts ur Socialdemokraterna av partistyrelsen, och gick därefter upp i det 1929-nybildade, då vänstersocialistiska, Socialistiska partiet. Många av dem som uteslöts eller lämnade SAP, hade även varit del i partisplittringen 1917. Därtill kommer ytterligare att den svenska nazismen var allmänt mycket stark i Göteborg och 1938 vann Nationalsocialistiska arbetarepartiet (NSAP) till och med 2 mandat i stadsfullmäktige. 
År 1938 när den tyska föredetta kanslern Von Papen besökte Stockholm och hälsades välkommen av tysklandsvännen Sven Hedin, organiserade GSSF i protest ett föredrag med antinazisten Bertil Hansson, och uppmanade samtliga akademiker i Göteborg att motstå Tredje riket och nazismen. Många GSSF:are engagerade sig även i Spanienkommittén och spanska inbördeskriget under krigsåren - inte minst till följd av att arbetarekommunens dåvarande ombudsman Sven Anderssons engagemang där. 
Med rädslan från vad som hänt de tyska socialdemokratiska studenterna efter att nazistiska studenter erövrade studentlivet där, beslöt GSSF att under krigsåren gräva ned och gömma sitt medlemsregister på Heden.

### 1950-talet – Genombrottstiden
Vändningen för föreningen kom med Andra Världskrigets slut. SNU hade utvecklats till en renodlad nazistorganisation och delar av Clarté försvarade kommunismen i Sovjetunionen. Med såväl Tyskland som Sovjets hemskheter blottade, kom många studenter att vända sig från extremerna till “de sansade radikalerna” och GSSF såg sitt medlemsantal växa. Dessutom kom Göteborgs högskola under denna period likväl att expandera. 
1949 blev Bo Johansson ordförande. 1952 valdes Johansson även till viceordförande för Göteborgs Högskolas Studentkår. Tillsammans med andra i styrelsen såsom Carl-Olov Lång, Roland Adlerberth och Rune Jungen (son till socialdemokraten Ernst Jungen) expanderade Johansson föreningens verksamhet. Man etablerade en nära kontakt och relation med det nybildade SSU-distriktet. 1950 arrangerade man även ett opinionsmöte om apartheid i Sydafrika med Ingrid Segerstedt-Wiberg, Ingemar Düring, Karl-Gustav Izikowits, och Bertil Gedda som medverkande. Över 200 studenter deltog. Diplomaten och socialdemokraten Rolf Edberg föreläste även om Europarådet, och kommunalrådet Arne Berggren om nya samhälleliga företagsformer. Utöver detta höll man bland annat även en FN-debatt med Gunnar Fagrell, föredrag om ungdomsbrottslighet med Gunnar Glimstedt, och ett välbesökt panelsamtal med Torsten Husén, och Ragnar Edenman om "Begåvningarna och samhället". 
Föreningen fortsatte att växa under Johanssons efterträdare Rune Jungen (1951-1953), Torsten Hansson (1953-1954) och Ingemar Lindblad (1954-1956). Under dessa fick föreningen in flera medlemmar i stadsfullmäktige och Bo Särlvik blir ersättare till riksdagen. Föreningen höll föreläsningar om den moderna människan och bostaden med bland annat Torsten Henriksson och Olle Jansson, samt ett panelsamtal med Liberala studenter om huruvida vänstersamverkan är möjlig. Även Ernst Wigforss gästade återigen och föreläste om socialism, och läkaren Elisabeth Sjövall talade om de "psykiskt sjuka i Social-Sverige". 1953-1955 var GSSF:aren Ulf Sebelius kårordförande och med i ombildandet av Göteborgs Högskolas Studentkår till Göteborgs Universitets Studentkår och Filosofiska fakulteternas studentförening. 
GSSF beslutade också under Rune Jungen att ansluta sig formellt till SSU-distriktet och bli en SSU-klubb. 1955 är GSSF:are med som föreläsare och lärare för den första upplagan av GAF:s (Göteborgs arbetares folkhögskola) treåriga spetsutbildning, som vid denna tid benämndes partiskolan. 1956 slår man samman den socialdemokratiska elevgruppen vid Socialinstitutet med GSSF. 
Det framgår i verksamhetsberättelser att antalet aktiva steg under denna period och kunde ofta ligga runt 20-25 stycken. Samtidigt framgår att Socialinstitutets socialdemokratiska elevgrupp innehade runt 15-20 aktiva. Totalt under det tidiga 50-talet var runt 30-40 studenter aktiva i den socialdemokratiska studentrörelsen i Göteborg. Föreningarna hade även 35 respektive 30 medlemmar var år 1952. Under ordförande Rolf Karlbom (1957-1959) ökade GSSF:s medlemsantal markant till drygt 80 medlemmar.

### 1960-talet – Den första guldåldern
Under Karlboms efterträdare Åke Wedin fortsätter föreningen att växa, och man expanderade även antalet styrelseledamöter från drygt 6 stycken till hela 12 ledamöter. 
Flera framstående politiker besökte och föreläste för föreningen under denna period såsom Tage Erlander, Olof Palme och Ingvar Carlsson, men även personer ur akademin och civilsamhället såsom Herbert Tingsten, Dagens Nyheters chefredaktör. Föreningen får även in flera medlemmar i riksdagen vid valen under 60-talet, däribland Kurt Hugosson, Torsten Hansson och Jan Bergqvist. Ordföranden Bengt K. Å. Johansson blev handsekreterare åt statsminister Tage Erlander, och senare biträdande finansminister. Riksdagsledamoten Jan Bergqvist kom eventuellt att bli ordförande i finansutskottet samt gruppledare för socialdemokratiska riksdagsgruppen.
1965 valdes föreningens första kvinnliga ordförande Ulla Hultén, och 1966 höll man en stor 30-års jubileumsfest. 
I slutet av 60-talet började stora delar av såväl Clarté, Socialdemokratiska studentförbund samt Liberala studentförbundet närma sig den så kallade autonoma vänstern, inte minst den libertarianska socialismen och maoismen, vilka bägge förespråkade en decentraliserad kamp mot kapitalism, där man skulle organisera sig som kollektivstyrda byar, eller folkkommuner. Fastän vissa sådana medlemmar fanns i GSSF, drev den dåvarande ledningen under bland annat ordföranden Lars Thalén (make till Ingela Thalén) ut dessa, och bibehöll en stark gemenskap med såväl SSU som SAP. Till följd av den nära relationen med SSU Göteborg, hade GSSF sedan ett tag tillbaka antagit inställningen att den unga socialdemokratin borde vara enad i ett gemensamt förbund, och drev för att Socialdemokratiska studentförbundet skulle uppgå i SSU. Med flera studentklubbar infiltrerade av maoister och vänstersocialister stärktes GSSF:s inställning och argument. Och 1970 beslutade förbundskongressen att upplösa studentförbundet och ansluta alla kvarvarande föreningar till SSU.

### 1970-talet – Antikommunism och vänsterradikalism
1970 uppgick Socialdemokratiska studentförbundet i SSU. Utan ett eget studentförbund, skiftades GSSF:s organisatoriska fokus till SSU. Den nära relation som tidigare upparbetats mellan studenterna och ungdomsförbundarna gav väg till utökad samverkan, och tillsammans startade man upp en förening på Chalmers och en ny förening vid Socialhögskolan. GSSF:arna bidrog även till uppstartandet av flera gymnasieklubbar. GSSF höll även möten under 1977- och 78 med Palestinagruppen. 
Man skapade även ett högskoleutskott där såväl SSU-distriktets som arbetarekommunens ordföranden ingick utöver representanter från studentföreningarna - som tidvis hade en egen högskoleombudsman. Trots den rådande studentradikalismen och de kommunistiska tendenserna på universiteten, lyckades GSSF behålla såväl ett högt medlemsantal och inflytande i kårerna. Inte minst berodde detta på att de oberoende kårpartierna ogillade såväl de konservativa som kommunistiska studenterna, samt att GSSF:arnas politiska färdighet gjorde dem perfekta till att leda brokiga församlingar.  
Under ordförandena Bengt Bivall, Jan Lindqvist och Christina Sundberg växte verksamheten. Man höll möten och föredrag mer eller mindre varje vecka - ibland flera gånger i veckan - och Kårpartiet Socialisterna samlade nära 30 namn på sin lista, bland annat göteborgstoppen Jörgen Linder. Bland föreläsare som gästade föreningen återfinns Kjell-Olof Feldt, Lennart Weibull, Per Nyström, Ernst Wigforss, Pierre Schori, Hermann Ley, Bo Särlvik, och Bengt Hedlund. 
Samtidigt blev de gamla GSSF:arna Bo Särlvik och Ingemar Lindblad lektorer vid Göteborgs universitet i statsvetenskap, och Peter Jagers doktor i matematik på Chalmers tekniska högskola. 
När den trotskistiska organisationen Offensiv började växa fram inom SSU, var GSSF snabba på att driva för uteslutning - inte minst berodde detta på ens erfarenhet med maoisterna och vänstersocialisterna i det gamla studentförbundet. 1975 avslöjades det även att GSSF:s dåvarande revisor och tidigare ordförande Jan Lindqvist hade åt SÄPO åsiktsregistrerat maoister (KPML(r)) på Sahlgrenska Universitetssjukhuset. 
Trots att GSSF:s och andra studentföreningars verksamhet fortsatte inom ramen för ungdomsförbundet förekom inte någon organiserad central studentverksamhet inom SSU förrän 1978. Med inspiration från Göteborg bildades en referensgrupp för högskolefrågor, med representation för studentklubbar och högskoleföreningar. Ett högskolepolitiskt handlingsprogram växte fram, tidningen Högskole-Esset blev SSU:s tidning på högskolorna, och SSU började arbeta organisatoriskt för att stärka högskoleverksamheten. Då Lunds socialdemokratiska studentklubb hade uppgått i SSU Frihet (Lund) och återbildades först 1985, och Laboremus hade lämnat arbetarrörelsen och återanslöt sig först 1982, var GSHF den maktbärande och dominerande faktorn inom den socialdemokratiska högskoleverksamheten under denna tid. 
När Lärarhögskolan 1977 överförs till Göteborgs universitet, byter GSSF namn till Göteborgs socialdemokratiska högskoleförening (GSHF) - detta då de lärarstuderande inte titulerades som studenter, utom som lärarelever.

### 1980-talet – Förarbetet för en återstart
Under 1980-talet växte föreningens verksamhet ytterligare. Såväl forskare som politiker besökte föreningen och föreläste för medlemmar. Däribland Widar Andersson, Jan Lindhagen, C-G Haglund, Jean-Pierre Zune, Ingvar Carlsson, Bo Holmberg, och Lennart Bodström med flera. Föreningens studieverksamhet fokuserade särskilt på demokratisering och internationell politik, och ämnen såsom USA:s roll i Centralamerika, Nicaragua och Kenya togs upp. Man höll även en gedigen studiecirkel där man läste Karl Marx’ Kapitalet. 
Föreningen startar upp flera interna utskott, eller “grupper”, bland annat “ekonomgruppen” som höll egna föreläsningar inriktade mot ekonomiska frågor. Till dessa möten kom bland annat Sven Grassman och Sören Mannheimer. Utöver detta var GSHF även väldigt aktiva i SSU:s studenttidning Esset, och flera GSHF:are såsom Hans Björkman och Timo Sipola satt i dess redaktionsråd. 
1984 skrevs det högskolepolitiska utskottet in i SSU:s stadgar. Det benämndes högskoleutskottet och började få en roll som central samordnare av högskoleverksamheten. Det valdes formellt av förbundsstyrelsen, men reellt av SSU:s högskolekonferens. Under högskoleutskottets tid blir debatten om ett återupplivande av studentförbundet aktuell. Det blir inledningsvis en tuff strid, men ett viktigt steg tas 1987 då förbundsstyrelsen beslutade att ge högskoleverksamheten en ökad självständighet under namnet Sveriges socialdemokratiska högskoleföreningar (SSHF). Högskoleutskottet blev SSHF:s styrelse, högskolekonferensen blev SSHF:s årskonferens som också öppnades för allmänpolitisk verksamhet. Fortfarande var dock SSHF ingen egen juridisk person; styrelsevalet behövde bekräftas av förbundsstyrelsen.
Under 1989 utvecklades diskussionerna om bildandet av ett studentförbund mycket snabbt. Sedan flera föreningar ändrat åsikt kom frågan också att aktualiseras formellt genom motioner. Vid SSHF:s årskonferens i november 1989 i Uppsala beslutades att man skulle verka för bildandet av ett nytt socialdemokratiskt studentförbund. En omfattande diskussion följde, som bland annat kretsade kring hur den socialdemokratiska studentverksamheten i övriga Europa var organiserad. Att Finland och Norge hade fungerande studentförbund med tusentals medlemmar var ett argument. Det konstateras också att alla riksdagspartier i Sverige, med SAP och Miljöpartiet som enda undantag, hade studentförbund. Diskussionen kring SSHF:s befogenheter och dubbla natur var trots allt kanske den mest betydelsefulla.
1984 genomförde GSHF en solidaritetsfest med de uruguayanska studenterna. Utöver detta fick man även igenom ett stöduttalande i kårstyrelsen, vilket ledde till att de liberala studenterna lämnade kårstyrelsen och att GSHF blev kvar ensamma. De opolitiska kårpartierna följde dock Liberalernas linje, i att kåren inte borde uttala sig i annat utöver högskoleärenden. Under denna period fördes starka diskussioner om just detta, samt ifall kårstyrelsen kunde bestå av rena partipolitiska grupperingar. 
Fastän GSHF drev allmänpolitiska frågor, var man även den partipolitiska gruppering som drev starkast på för det studiesociala - däribland ett studiesocialt råd vilket till slut etablerades. Föreningens socialliberala ådra kan sägas ha cementerats under denna period, och man var inte sällan mer vänsterliberala än Folkpartisterna i kåren, vilka under 80- och 90-talet kan påstås ha varit föreningens ärkerival. Flera kårordföranden såväl som ledamöter i styrelserna på Göteborgs universitet och Chalmers var GSHF:are, såsom det senare kommunalrådet Leif Blomqvist och matematikprofessorn Peter Jagers.

### Övriga källor
- GSHF:s äldre verksamhetsberättelser och styrelseprotokoll finns på Regionarkivet i Göteborg. Nyare verksamhetsberättelser har föreningens styrelse tillgång till. Texten baseras också till stor del på vad som skrivits i dessa.